# Saint-Ouen-sur-Seine
Saint-Ouen-sur-Seine este un oraș în Franța, în departamentul Seine-Saint-Denis, în regiunea Île-de-France. Se află lângă Sena, la o altitudine de 35 m deasupra nivelului mării. Are o suprafață de 4,31 km². Populația este de 53.041 locuitori, determinată în 1 ianuarie 2022, prin recensământ.

## Personalități născute aici
- André Leducq (1904 - 1980), ciclist;
- Mathilda May (n. 1965), actriță.